# 39. Division (Japanisches Kaiserreich)
Die 39. Division (jap. 第39師団, Dai-sanjūku Shidan) war eine Division des Kaiserlich Japanischen Heeres, die 1939 aufgestellt und 1945 aufgelöst wurde. Ihr Tsūshōgō-Code (militärischer Tarnname) war Wisterie-Division (藤兵団, Fuji-heidan) oder Fuji 6860 bzw. Fuji 6861.

## Geschichte der Einheit
Die 39. Division wurde wie die 40. und 41. Division am 30. Juni 1939 unter dem Kommando von Generalleutnant Murakami Keisaku als Triangulare Division in aufgestellt. In der ersten Hälfte des Jahres 1939 wurde ebenso die 32., 33., 34., 35., 36., 37. und 38. Division als sogenannte Sicherungs-Divisionen aufgestellt und auf dem chinesischen Kriegsschauplatz eingesetzt. Die Division bestand  hauptsächlich aus der 39. Infanterie-Brigade (231., 232. und 233. Infanterie-Regiment), dem 39. Aufklärungs-Regiment, dem 39. Feldartillerie-Regiment und dem 39. Pionier- und Transport-Regiment. Das Hauptquartier der etwa 20.000 Mann starken Division lag in Hiroshima, Japan.

### Zweiter Japanisch-Chinesischer Krieg
Am 2. Oktober 1939 wurde die 39. Division der 11. Armee unterstellt und nach Zentralchina verlegt. Im Mai 1940 kämpfte sie während der Schlacht von Zaoyang-Yichang gegen fünf chinesische Divisionen der Nationalrevolutionären Armee.
Ab Januar 1942 war die Division in die Schlacht von Süd-Henan verwickelt. Danach folgte die dritte Schlacht von Changsha, die mit schweren japanischen Verlusten verloren ging. Danach ging die 39. Division in die Defensive über und agierte hauptsächlich als Besatzungs- und Garnisonstruppe.
Im Juli 1944 wurde die Division der 34. Armee unterstellt und nahm von März bis Mai 1945 an der Schlacht von West Henan–Nord Hubei teil.

### Sowjetisch-Japanischer Krieg
Am 30. Juli 1945 stellte das Daihon’ei (Japanisches Hauptquartier) die 30. Armee unter Generalleutnant Iida Shōjirō auf und unterstellte ihr die 39. Division sowie vier weitere Divisionen. Einsatzgebiet war südlich der 44. Armee in der Zentral-Mandschurei. Ihre Aufklärungseinheit, weitere Einheiten der Division sowie Reste der 68. Division bildeten den Kern der frisch aufgestellten 132. Division
Als am 9. August 1945, gleichzeitig mit dem amerikanischen Atombombenabwurf auf Nagasaki, die sowjetische Invasion der Mandschurei begann, brach der Widerstand der 30. Armee schnell zusammen. Die 39. Division konnte nicht mehr in die Kämpfe eingreifen und kapitulierte im selben Monat und wurde kurz darauf aufgelöst.

## Gliederung
Im Juni 1939 erfolgte die Aufstellung als Typ B-„Standard“-Division als triangulare Division wie folgt:
- 39. Infanterie-Divisions-Stab (ca. 410 Mann)
  - 39. Infanterie-Brigade-Stab (ca. 150 Mann)
    - 231. Infanterie-Regiment (ca. 3845 Mann)
    - 232. Infanterie-Regiment (ca. 3845 Mann)
    - 233. Infanterie-Regiment (ca. 3845 Mann)

  - 39. Kavallerie-Regiment (ca. 600 Mann)
  - 39. Gebirgsartillerie-Regiment (2100 Mann; 36 75-mm-Feldgeschütze Typ 90)
  - 39. Pionier-Regiment (ca. 900 Mann)
  - 39. Signal- und Fernmelde-Einheit (ca. 220)
  - 39. Transport-Regiment (ca. 2820 Mann)
  - 39. Versorgungs-Kompanie (ca. 185 Mann)
  - 39. Sanitäts-Einheit (ca. 1000 Mann)
  - 39. Feldhospital (Drei Feldhospitäler mit jeweils ca. 250 Mann)
  - 39. Wasserversorgungs- und -aufbereitungs-Einheit (ca. 160 Mann)
  - 39. Veterinär-Hospital (ca. 100 Mann)

Gesamtstärke: ca. 20.686 Mann

## Führung
Divisionskommandeure
- Murakami Keisaku (村上 啓作), Generalleutnant: 2. Oktober 1939 – 1. September 1941
- Sumita Raishirō (澄田 𧶛四郎), Generalleutnant: 3. September 1941 – 22. November 1944
- Shinnosuke Sasa (佐々 真之助), Generalleutnant: 22. November 1944 – September 1945